# Saint-Légier-La Chiésaz
Saint-Légier-La Chiésaz é uma comuna da Suíça, situada no distrito do Riviera-Pays-d'Enhaut, no cantão de Vaud. Tem 15,12 km² de área e sua população em 2018 foi estimada em 5.184 habitantes.